# Junior Bonner
Junior Bonner és una pel·lícula estatunidenca dirigida per Sam Peckinpah i estrenada l'any 1972.

## Argument
Ace Bonner, un home que es dedica al rodeo, torna al seu poble natal d'Arizona per acomiadar-se del món del rodeo, amb una última actuació, davant dels seus. També tractarà de fer les paus amb la seva família, a la qual va abandonar anys enrere, però les coses no seran fàcils amb el seu pare, un home amb problemes amb la beguda.

## Comentaris
El mateix any de La fugida Peckinpah va repetir amb Steve McQueen. Però si l'anterior era un thriller trepidant i violent, aquest és un film contemplatiu i costumista centrat en el món dels rodeos. Se'l pot considerar un western crepuscular, que és aquell subgènere que es va posar tan de moda als anys 60 i 70. Eren westerns en què els cowboys, que ja no eren joves, estaven cansats i observaven amb desconcert, irritació i malenconia com el seu món desapareixia sota l'avanç imparable del progrés.
A destacar la presència d'Ida Lupino i de Robert Preston fent de pares de McQueen.

## Repartiment
- Junior Bonner: Steve Mc Queen
- El seu pare Ace: Robert Preston
- La seva mare Elvira: Ida Lupino
- El seu germà Curly: Joe Don Baker
- Buck Roan: Ben Johnson
- Charmagne: Barbara Leigh
- Red Terwiliger: Bill McKinney